# Laura Giordani
Laura Giordani (Córdoba, 1964) es una poeta, escritora y profesora argentina residente en España. Ha publicado nueve poemarios y varios ensayos. Su obra poética ha sido incluida en diversas antologías.

## Biografía
Vivió su infancia en Argentina, y en 1978 se exilió junto a su familia al establecerse la dictadura militar, también conocida como  “Proceso de Reorganización Nacional” (PRN). La experiencia del exilio marcó sus primeros escritos en formato de diarios y cartas.   
Estudió Psicología y Magisterio en la Universidad de Valencia y el  máster en Arte, Literatura y Cultura Contemporáneas en la Universidad Abierta de Cataluña. 

Mediante el lenguaje poético y la creatividad desarrolló un espíritu de resistencia en su labor como escritora y docente. El poeta y crítico uruguayo, Eduardo Milán dice sobre ella: 
“La única manera de no «hacerse el niño» en la escritura —una manera de construirlo dentro a contramano, esto es, de sustituirlo— es escuchar esa palabra que de tanto no hablar habla distinto. Y ayudar, fuera del poema, a derribar la inhumanidad sistémica. Tal parece ser el empeño de esta voz-casa, Laura Giordani.
Entre 2016 y 2017 impartió el taller de poesía en castellano en el Aula Oberta de Escritura Creativa de la Universidad de Valencia. En 2019, junto a Begonya Pozo, coordinó el seminario “La jaula se ha vuelto pájaro: una aproximación a siete poetas hispanoamericanas contemporáneas” en el Espai Cultural de la Facultad de Filología, Traducción y Comunicación. En 2019, impartió el seminario de poesía “Las palabras ensayan su vuelo” en la Biblioteca Pública de Valencia.
En el año 2019 fue incluida en la antología “25 poetas contemporáneos. Los que se fueron”, que coordinó Santiago Sylvester y que incluye, entre otros, a Juan Rodolfo Wilcock, Juan Gelman, Osvaldo Lamborghini, Mercedes Roffé, Luisa Futoransky, José Viñals, Noni Benegas y Sandra Lorenzano.Es profesora en el máster de Escritura Creativa de la Universidad de Valencia.
Ha participado en lecturas, seminarios y festivales de poesía en España y Argentina. Sus textos han sido incluidos en distintas publicaciones nacionales e internacionales, entre ellas: Viento Sur, Ginebra Magnolia (Perú-España), Nayagua, The Children’s Book of American Birds, Quimera, Isla Negra (Italia), Confines (Argentina), Galerna (USA), La Salamandra Ebria, Al-Nasher Al-Usboei (Arabia Saudita) y Alameda 39.
Sus poemas han sido traducidos al árabe, inglés y griego.

## Poemarios
- Celebración del brote (2009) Zahorí-Poesía en minúsculas
- Materia Oscura (2010) Editorial Baile del Sol. ISBN 978-84-15019-1-69
- Noche sin Clausura (2012) Ediciones Amargord, ISBN 978-84-15398-2-26
- Las varas del zahorí: poemas de la sed (2013) Fundación Inquietudes y Asociación Poética Caudal.  ISSN: 2171-3642
- Antes de desaparecer (2014) Ediciones Tigres de papel. ISBN: 978-84-943517-3-0[10]
- Una lengua impropia (2014) Ediciones del 4 de agosto. Planeta Clandestino. ISBN: 978-84-15332-71-8
- La infancia que nos aguarda (2016) Ejemplar Único, Colección y Peatonal.
- Monte adentro [imantaciones] (2018) Las hojas del baobab, Garvm Ediciones.
- Manca terra (2020) La Garúa Ediciones. ISBN:978-84-120084-6-3[11]

## Antologías
- Los centros de la calle (2008) Editorial Germanía. ISBN: 978-84-92587-01-8
- Por donde pasa la poesía (2011) Baile del Sol. ISBN: 978-84-15019-80-0
- Voces del Extremo: poesía y resistencia (2013) Amargord Ediciones. ISBN: 978-84-941769-9-9
- En legítima defensa. Poetas en tiempos de crisis (2014) Bartleby Editores. ISBN: 978-84-92799-71-8
- 28.28 La Europa de las escritoras (2015) Gobierno de Cantabria. ISBN: 978-84-606-6052-1[12]
- Disidentes: Antología de poetas críticos españoles, 1990-2014 (2015) La Oveja Roja. ISBN: 978-84-16227-04-4
- Las flores del bien. (2015) Editorial Círculo Rojo. ISBN: 978-84-9115-610-9
- Exploradoras (2015) Libros de la herida. ISBN: 978-84-942024-6-9
- Naciendo en otra especie. Antología de Poesía de Capital Animal (2016) Plaza &Valdés Editores. ISBN: 978-84-16032-93-8
- Ponte en mi piel. (2016) Genialogías. Gobierno de Cantabria. ISBN: 978-84-617-6790-8
- Pessoas. 28 heterónimos esperando a Pessoa (2016) Karima Editora. ISBN: 978-84-943831-9-9
- Huellas de mujer. Antología poética. (2017) Lastura. ISBN: 978-84-947779-4-3
- 25 poetas argentinos contemporáneos. Los que se fueron (2019) Fundación SALES. Ediciones Papiro. ISBN: 987-987-22196-6-6
- Árbol de Alejandra. (2019) Karima Editora. ISBN: 978-84-948554-3-6
- Insumisas. Poesía crítica contemporánea de mujeres. (2019) Baile del sol. ISBN: 978-84-17263-62-1[13]

## Ensayos
- Literatura y compromiso. Ponencia presentada en el congreso “La Piedra en el charco” (2008) Teruel.[14]
- Desprendimientos en la poesía de Olvido García Valdés. (2010) Ciclo Poéticas en fuga. La Nau, Valencia.[15]
- La travesía de una voz: huellas de Miguel Hernández en Latinoamérica (2010) Ciclo homenaje: “El poeta que no cesa” León. Junto a Antonio Gamoneda y Lupe Gómez.[16]
- En este margen inmenso de lo no dicho. Apuntes sobre “Elegía en Portbou” de Antonio Crespo Massieu (2011)[17]
- Cuando la palabra poética abre las venas del mundo. (2012) Una aproximación a “Caoscopia” de Yaiza Martínez. Revista Nayagua 18, especial José Hierro[18]
- Un tiempo que está aquí, lleno de deseo y ausencia (2013). Sobre “Tuvimos” de Rosa Lentini.
- Juan Carlos Bustriazo Ortiz: el quetral que hace cantar las piedras (2015) Revista Vallejo & Co.[19]
- Cantar mientras el mundo se derrumba: las obras supervivientes (2015) Revista Shangrila Textos Aparte.[20]
- La geometría del Uno pide su voz (2016). Reseña sobre “La nada que parpadea” de Yaiza Martínez. Revista Nayagua 24.[21]
- ¿Quién habla?: Una aproximación a la poesía de Antonio Méndez Rubio (2017) Revista Tendencias 21.[22]
- El canto que enhebra la vida y la muerte (2022). Sobre “El aire encendido” de Teresa Garbí (2022) Revista Vallejo & Co.[23]